# Elevație
Elevația sau altitudinea unui loc sau a unei locații geografice este înălțimea sa deasupra sau sub un punct de referință fix, cel mai frecvent o referință geoid, un model matematic al  nivelului mării Pământului, ca suprafață echipotențial⁠(d) gravitațională (a se vedea Datum geodezic#vertical datum).
Termenul „elevație” este utilizat în principal atunci când se referă la punctele de pe suprafața Pământului, în timp ce altitudinea sau înălțimea geopotențială⁠(d) este utilizată pentru punctele de deasupra suprafeței, cum ar fi o aeronavă în zbor sau o navă spațială pe orbită, și adâncimea este utilizată pentru punctele de sub suprafață.
Elevația nu trebuie confundată cu distanța față de centrul Pământului. Datorită bombării ecuatoriale⁠(<span title="bombare ecuatoriale|bombării ecuatoriale la Wikidata">d), vârfurile muntelui Everest și al vulcanului Chimborazo au, respectiv, cea mai mare altitudine și cea mai mare distanță geocentrică⁠(<span title="Sistem de coordonate centrat pe pământ|geocentrică la Wikidata">d).

## Aviație
În aviație, termenul de elevație sau de elevație a aerodromului este definit de ICAO ca fiind cel mai înalt punct al zonei de aterizare. Se măsoară în picioare și poate fi găsit în diagramele de apropiere ale aerodromului. Nu trebuie confundat cu termeni precum altitudinea sau înălțimea.

## Hărți și GIS
GIS sau sistem de informații geografice este un sistem informatic care permite vizualizarea, manipularea, captarea și stocarea datelor cu atribute asociate. GIS oferă o mai bună înțelegere a modelelor și relațiilor peisajului la diferite scări. Instrumentele din interiorul GIS permit manipularea datelor pentru analiza spațială sau cartografie. 

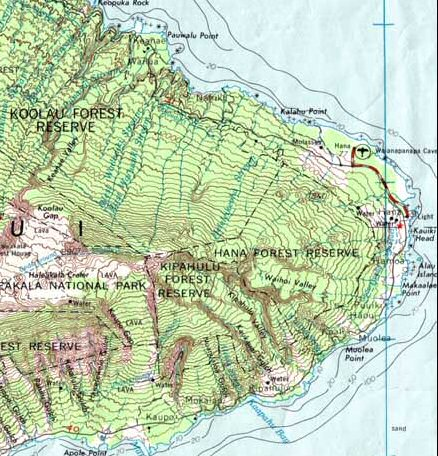
Parte dintr-o hartă topografică a vulcanului Haleakala, (Hawaii), care arată elevația.

Harta înălțimii suprafeței Pământului (inclusiv apă și gheață) în proiecție echinoctangulară, normalizată ca tonuri de gri pe 8 biți, unde valorile mai ușoare indică o altitudine mai mare.

O hartă topografică este tipul principal de hartă folosit pentru a descrie elevația, adesea prin utilizarea liniei de contur.
Într-un sistem de Informații Geografice (GIS), modelul digital de elevație (DEM) sunt utilizate în mod obișnuit pentru a reprezenta suprafața (topografia) unui loc, printr-un set de date raster⁠(<span title="grafică raster|raster la Wikidata">d) (grilă) de cote. Modelul digital al terenului sunt un alt mod de a reprezenta terenul în GIS.
USGS (United States Geologic Survey) dezvoltă un program de elevație 3D (3DEP) pentru a ține pasul cu nevoile tot mai mari de date topografice de înaltă calitate. 3DEP este o colecție de date îmbunătățite de altitudine sub formă de date LiDAR de înaltă calitate asupra Statelor Unite, Hawaii și teritoriilor SUA. Există trei straturi DEM de pământ gol în 3DEP care sunt fără sudură la nivel național la rezoluția de 1/3, 1 și 2 secunde de arc.

## Harta globală de 1 kilometru

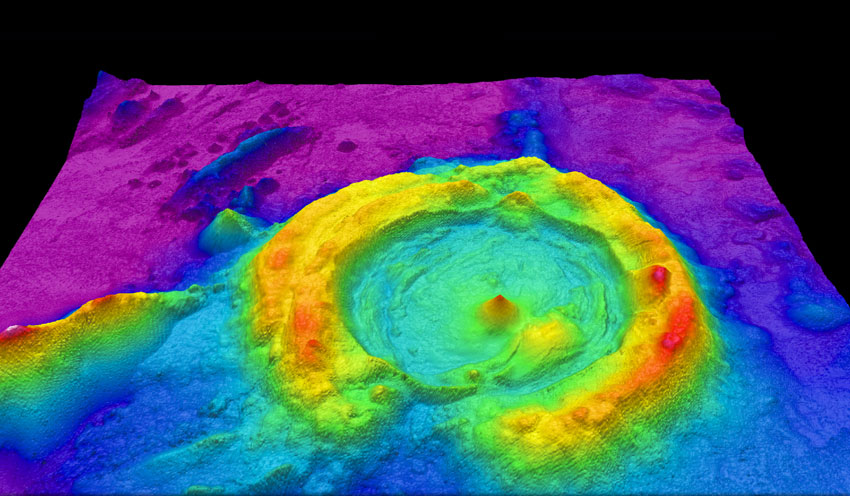
Nor de puncte LiDAR procesat care arată nu numai altitudinea, ci și înălțimile caracteristicilor.

Această hartă este derivată din datele GTOPO30 care descriu altitudinea terenului Pământului la intervale de 30 de arcsecunde (aproximativ 1 km). Utilizează nuanțe hipsometrice⁠(d) în loc de linii de contur pentru a indica elevația.
| N60-90, W150-180 | N60-90, W120-150 | N60-90, W90-120 | N60-90, W60-90 | N60-90, W30-60 | N60-90, W0-30 | N60-90, E0-30 | N60-90, E30-60 | N60-90, E60-90 | N60-90, E90-120 | N60-90, E120-150 | N60-90, E150-180 |
| N30-60, W150-180 | N30-60, W120-150 | N30-60, W90-120 | N30-60, W60-90 | N30-60, W30-60 | N30-60, W0-30 | N30-60, E0-30 | N30-60, E30-60 | N30-60, E60-90 | N30-60, E90-120 | N30-60, E120-150 | N30-60, E150-180 |
| N0-30, W150-180 | N0-30, W120-150  | N0-30, W90-120  | N0-30, W60-90  | N0-30, W30-60  | N0-60, W0-30  | N0-60, E0-30  | N0-60, E30-60  | N0-60, E60-90  | N0-60, E90-120  | N0-60, E120-150  | N0-60, E150-180  |
| S0-30, W150-180 | S0-30, W120-150  | S0-30, W90-120  | S0-30, W60-90  | S0-30, W30-60  | S0-30, W0-30  | S0-30, E0-30  | S0-30, E30-60  | S0-30, E60-90  | S0-30, E90-120  | S0-30, E120-150  | S0-30, E150-180  |
| S30-60, W150 | S30-60, W120     | S30-60, W90-120 | S30-60, W60-90 | S30-60, W30-60 | S30-60, W0-30 | S30-60, E0-30 | S30-60, E30-60 | S30-60, E60-90 | S30-60, E90-120 | S30-60, E120-150 | S30-60, E150-180 |
| S60-90, W150-180 | S60-90, W120-150 | S60-90, W90-120 | S60-90, W60-90 | S60-90, W30-60 | S60-90, W0-30 | S60-90, E0-30 | S60-90, E30-60 | S60-90, E60-90 | S60-90, E90-120 | S60-90, E120-150 | S60-90, E150-180 |
| Fiecare dală este disponibilă la o rezoluție de 1800 × 1800 pixeli (dimensiune aproximativă a fișierului 1 MB, 60 pixeli = 1 grad, 1 pixel = 1 minut) |                  |                 |                |                |               |               |                |                |                 |                  |                  |